# In unserer Synagoge
In unserer Synagoge (Die Synagoge von Thamühl) ist ein Prosafragment  von Franz Kafka, das im Jahre 1922 entstand und in den nachgelassenen Schriften und Fragmenten zu finden ist.
Es handelt sich um die Beschreibung eines seltsamen Tieres, das sich in einer alten Synagoge aufhält. Seine Wirkung auf die Synagogenbesucher symbolisiert sowohl das Verhältnis zwischen Männern und Frauen als auch  zwischen dem alten Glauben und dem der assimilierten Juden.

## Entstehung
Es handelt sich um ein Fragment im Rahmen des sogenannten „Hungerkünstlerheftes“, das Aufzeichnungen aus  den Jahren 1915 und 1921/1922 enthält.
Das Fragment ist nicht in den handelsüblichen Kafka-Ausgaben zu finden, wird aber von aktuellen Biographen und Publikationen erwähnt (siehe u. a. Peter-André Alt Kafka Der ewige Sohn I.)

## Inhalt
Im einleitenden Absatz wird die in Rede stehende Synagoge von Thamühl beschrieben als ein kärglicher Raum, der von der sich immer mehr verkleinernden Gemeinde kaum gefüllt wird.
In dieser Synagoge lebt ein eigentümliches, marderähnliches Tier. Es ist furchtsam und ruhig und hält sich mit Vorliebe an dem Gitter auf, das die Frauenabteilung vom übrigen Betraum abtrennt. Nicht die Männer, nur die Frauen fürchten das Tier und auch sie fürchten es wohl nicht ernsthaft, sondern nehmen es zum Anlass, auf sich aufmerksam zu machen. Das Tier selbst ist unauffällig, aber wenn die Gebete des Gottesdienstes gesprochen werden, ist dieser Lärm für das Tier so irritierend, dass es in der Synagoge hüpfende Kapriolen schlägt.
Da die Gemeinde immer mehr schrumpft, mag es sein, dass die Synagoge irgendwann in der Zukunft vielleicht in einen Speicher umgewandelt wird, und das Tier könnte zur Ruhe kommen. Man versteht seine Angst nicht, es gibt doch keinen gegen das Tier gerichteten Anlass, es hätte sich doch im Laufe der Jahre gewöhnen können. Die sinnlose Furcht des Tieres wird mit der der Frauen verglichen.
Es wird erzählt, dass man vor vielen Jahren versucht habe, das Tier zu vertreiben. Nachweisbar ist aber nur, dass Gutachten verschiedener berühmter Rabbiner eingeholt wurden, die aber geteilter Meinung waren. Das Fragment endet mit folgenden Worten: „[…] aber es war leicht von der Ferne zu dekretieren, in Wirklichkeit war es ja unmöglich, das Tier zu vertreiben.“

## Form und Textanalyse
Es handelt sich hier um eine der zahlreichen bekannten Kafkaschen Tiergeschichten, diese wird allerdings in der gängigen Literatur kaum erwähnt. Erzählt wird hier nicht aus der Perspektive des Tieres wie in Der Bau oder in Ein Bericht für eine Akademie, sondern aus der Sicht eines – offensichtlich männlichen – Synagogenbesuchers. Das Innenleben des Tieres, seine Angst vor dem Lärm (die Ähnlichkeit mit dem geräuschempfindlichen Tier aus Der Bau ist offensichtlich), seine Vorliebe für bestimmte Plätze in der Synagoge schildert der anonyme Erzähler sehr wohl, aber ohne Verständnis für das Tier. Ähnlich verständnislos steht der Erzähler den furchtsamen Frauen gegenüber. Das Tier nähert sich ihnen viel mehr als den Männern. Die Frauen sind weitgehend ausgeschlossen aus der jüdischen Synagogentradition. Ein Hinweis, der auf die Weitergabe von Wissen über das Tier unter den Männern von Generation zu Generation gegeben wird, lässt sich auf die ganze jüdische Religionslehre anwenden.
Kafka hat sich intensiv mit dem jüdischen Glauben beschäftigt, dessen europäische Wurzeln im Ostjudentum lagen, dessen Entwicklung sich dann einerseits in Richtung Assimilation (Soziologie) und u. a. in die zionistische Bewegung unter Theodor Herzl mit neuem jüdischen Bewusstsein verlief. Im Brief an den Vater beschreibt Kafka auch das Leben in der Synagoge, wie er es als Kind erlebte. Er klagt, dass er ein „Nichts an Religion“ dort erlebt und von seinem Vater vermittelt bekommen habe.
Bezeichnenderweise beschreibt der Erzähler des Fragmentes emotionslos das karge Dasein und das fragliche Fortbestehen der Synagoge. Das Tier ist ein skurriles archaisches Moment, das nicht zu vertreiben ist. Glaubensinhalte werden in dem Fragment auch andeutungsweise nicht erwähnt.

## Zitat
- […] auch das ängstlichste Tier hätte sich schon daran gewöhnen können, besonders wenn es sieht, daß es nicht etwa der Lärm von Verfolgern ist, sondern ein Lärm der es gar nicht betrifft. Und doch diese Angst. Ist es die Erinnerung an längst vergangene oder die Vorahnung künftiger Zeiten? Weiß dieses alte Tier vielleicht mehr, als die drei Generationen, die jeweils in der Synagoge versammelt sind?

## Rezension
- Peter-André Alt: „Was das Fragment über das Tier ausführt, läßt sich auf das Verhältnis der Westjuden zur Frömmigkeit übertragen. Wenn es heißt, daß den Männern der Gemeinde der Anblick des merkwürdigen Synagogenbewohners ‚längst gleichgültig geworden‘ sei, so erinnert das ebenso an die Assimilation wie der Hinweis, auch die Kinder erstaunten nicht mehr über sein Erscheinen. Daß einzig die Frauen ‚das Tier fürchten‘, deutet wiederum auf ihre Rolle im orthodoxen jüdischen Gottesdienst hin, den sie nur als Zuschauerinnen in einem durch ‚Gitter‘ vom Inneren der Synagoge abgetrennten Raum verfolgen dürfen […].“ S. 72.

## Ausgabe
- Malcom Pasley (Hrsg.): Nachgelassene Schriften und Fragmente II. Fischer Taschenbuch Verlag, Frankfurt am Main 2002, ISBN 3-596-15700-5, S. 217–224.

## Sekundärliteratur
- Peter-André Alt: Franz Kafka: Der ewige Sohn. Eine Biographie. C.H. Beck, München 2005, ISBN 3-406-53441-4.
- Bettina von Jagow, Oliver Jahraus: Kafka-Handbuch. Leben – Werk – Wirkung. Vandenhoeck & Ruprecht, 2008, ISBN 978-3-525-20852-6.
- Malcom Pasley (Hrsg.): Nachgelassene Schriften und Fragmente I. Apparatband. Fischer Taschenbuch Verlag, Frankfurt am Main 2002, ISBN 3-596-15700-5, S. 333ff.